# Джон Кенеди-младши
Джон Фицджералд Кенеди-младши (на английски: John Fitzgerald Kennedy, Jr.) известен още като Джон Кенеди, Джей Еф Кей-младши, Кенеди-младши, Джон-младши или Джон-Джон е американски журналист, адвокат, издател и известна обществена фигура, син на президента Джон Кенеди и Жаклин Кенеди Онасис. Работи известно време като помощник областен прокурор в Ню Йорк, след което през 1995 г. започва да издава списанието „Джордж“. Умира при самолетна катастрофа с малък самолет, който сам пилотира. На борда са още жена му и нейната сестра, които също загиват.

## Биография

### Ранни години
Роден е 17 дни след като баща му е избран за президент. От самото си раждане той е в полезрението на пресата и център на внимание. Баща му е убит 3 дни преди той да навърши 3 години. Погребалното шествие е на самия му рожден ден, 25 ноември 1963 година. Първите 3 години от живота си прекарва в Белия дом. Ранното му детство преминава в източната част на Манхатън, Ню Йорк. Дори като юноша, той продължава да е в центъра на вниманието на обществеността и е често фотографиран от пресата. През 1968 г., когато е убит чичо му Робърт Кенеди, майка му решава да напусне страната, защото се страхува, че нейните деца могат да са следващи. Тя сключва брак с Аристотел Онасис, но Джон никога не го приема насериозно.

### Образование
Джон Кенеди-младши завършва Академията Филипс. Въпреки сравнително слабия си успех е приет в Харвард, но отклонява предложението и вместо това завършва университета Браун с бакалавърска степен по история. През 1989 година завършва право в Нюйоркския университет.

### Женитба
Преди женитбата, негови приятелки са Мадона, Сара Джесика Паркър, Синди Крофорд, Дарил Хана, дори принцеса Даяна. На 21 септември 1996 година сключва брак с Каролин Бесет (Carolyn Bessette). Той е един от най-фотографираните американци. През 1995 година основава списанието „Джордж“, но то запада след неговата смърт и публикуването му спира през 2001 година. Надарен с красива външност и необикновен чар, той често е наричан плейбой и американският принц.

### Смърт
На 16 юли 1999 г., само на 38 години, Джон Ф. Кенеди-младши загива при самолетна катастрофа, когато самолетът се разбива в Атлантическия океан. В тази катастрофа загива и съпругата му, както и нейната сестра. Самолетът е пилотиран от самия Джей Еф Кей. Някои вярват, както и самата Жаклин Кенеди Онасис, че семейство Кенеди е преследвано от проклятие.